# 타이난역

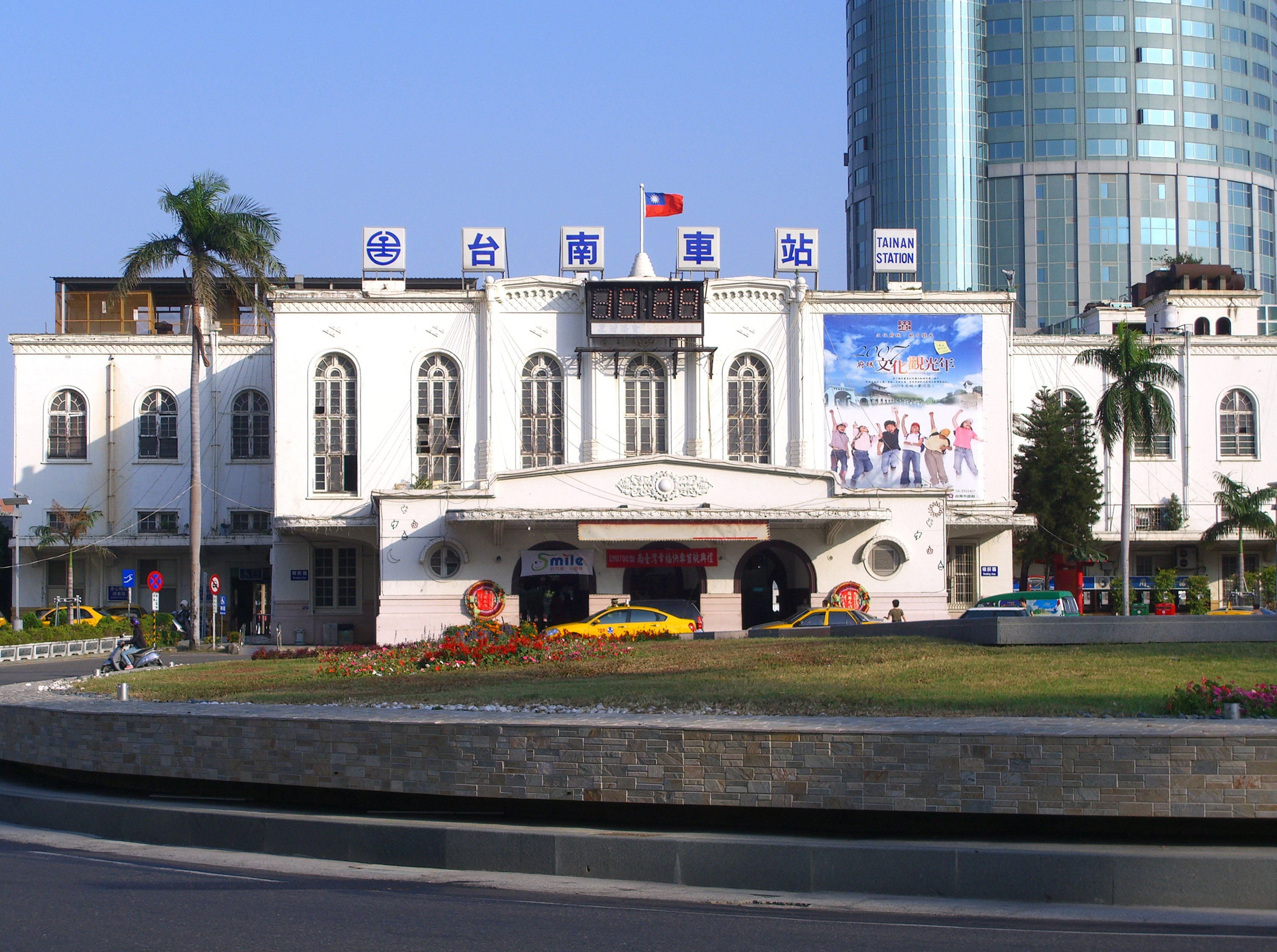

타이난역(중국어: 臺南車站)은 타이난시의 철도역이다. 타이완 철로 관리국이 관리하고 있다. 타이완의 구시가 광장 중심에 위치해 있는 타이난역은 도시의 주요 역이다. 2011년에 사룬선이 개통되면서 타이완 고속철도, 타이난역 (고속철도)의 역으로 연결되었다.
1936년 3월 15일 개통되었으며 여기에는 호텔이 포함되었다. 이 호텔은 1965년 문을 닫았으며 식당은 1986년 문을 닫았다.

## 역 주변

### 역전
- 중화민국 위생복리부

### 역 후면
- 국립 성공 대학
- 샹그릴라 호텔